# Zürich Versicherung Österreich

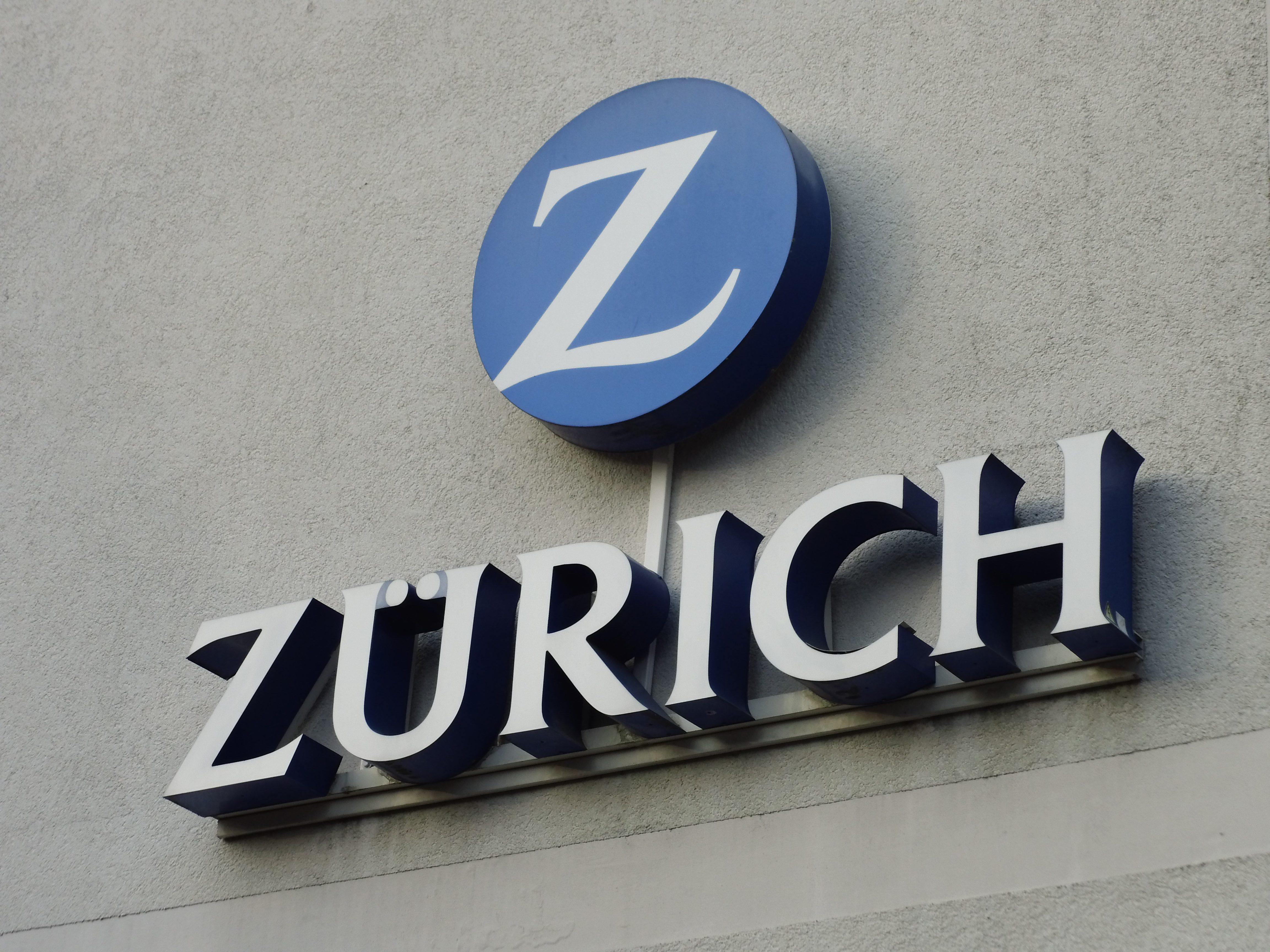
Zürich-Fassadenwerbung, hier in Wurzen

Die Zurich Versicherung Österreich wurde als eine der ersten Auslandsfilialen der heutigen Zurich Insurance Group bereits im Jahre 1876 in Wien angesiedelt.

## Geschichte
Die Zurich Versicherungsgesellschaft (Mutter der heutigen Zürich Versicherungs-Aktiengesellschaft) wurde 1872 in Zürich gegründet. Als eine der ersten Auslandsfilialen wurde jene in Wien im Jahr 1876 eröffnet.
Im Jahre 1910 wurde in Wien die Kosmos Allgemeine Versicherungs AG gegründet. Zunächst existierten beide Gesellschaften – Zürich und Kosmos – nebeneinander, bis im Jahr 1928 die Zürich Versicherungsgesellschaft die Kosmos übernimmt. Aus diesem Deal ging damals die organisatorische Einheit Zürich Kosmos hervor.
Die gesellschaftsrechtliche Umwandlung der organisatorischen Einheit Zürich Kosmos erfolgte erst im Jahre 1979, in dem offiziell die Zürich Kosmos Versicherungen AG entstand. Ein Markenname, der heute noch vielen geläufig ist, obwohl die Versicherungsgesellschaft bereits seit dem Jahr 2002 Zürich Versicherungs Aktiengesellschaft heißt.
Die Zürich Versicherungs-AG ist seit dem Jahr 1928 in dem historischen Gebäude Palais Ofenheim am Schwarzenbergplatz inmitten des Zentrums von Wien untergebracht.
Im Jahr 1999 wurde neben den klassischen Vertriebswegen Makler und Außendienst auch ein Direktvertrieb ins Leben gerufen. Zunächst als reiner Telefonvertrieb von Versicherungsprodukten unter dem Namen Züritel gestartet, fokussiert dieser Vertriebsweg heute unter dem neuen europaweit einheitlichen Markennamen Zurich Connect (Namenswechsel: November 2008) auf das Online-Geschäft und gehört in Österreich zu den Direktversicherern mit der längsten Erfahrung im Internet.
Die Jahre 2001 und 2002 waren für die Zürich Kosmos durch die Übernahme der Versicherung und Pensionskasse der Winterthur in Österreich gekennzeichnet. Aus dieser Unternehmensfusion ging im Jahr 2002 die Zürich Versicherungs-Aktiengesellschaft hervor. Die bisherige Winterthur-Pensionskasse wurde als BONUS Pensionskassen AG weitergeführt. 2002 wurde außerdem die BONUS Mitarbeitervorsorgekassen AG (gemeinsam mit der Generali) gegründet.

## Bilanzen

### 2015
2015 betrug das EGT der Zürich Versicherung Österreich 21,1 Mio. Euro. In der Lebensversicherung konnte sie Prämieneinnahmen von 183,2 Mio. Euro verzeichnen; in der Schaden-/Unfallversicherung 474,2 Mio. Euro.

### 2007
2007 betrug das EGT der Zürich Versicherung Österreich 19,3 Mio. Euro. In der Lebensversicherung konnte sie Prämieneinnahmen von 158,1 Mio. Euro verzeichnen; in der Schaden-/Unfallversicherung 330,9 Mio. Euro.

### 2006
2006 betrug das Ergebnis der gewöhnlichen Geschäftstätigkeit (EGT) der Zürich Versicherung Österreich 25,8 Mio. Euro. In der Lebensversicherung wurden Prämieneinnahmen von 153,4 Mio. Euro erzielt; in der Schaden-Unfall-Versicherung betrugen die Brutto-Prämieneinnahmen 314,9 Mio. Euro.

### 2004
2004 hatte die Zürich Versicherung Österreich ein EGT von 23,8 Mio. Euro. Bei der Schaden-/Unfallversicherung wurden Bruttoprämien von 275,6 Mio. Euro verrechnet und bei der Lebensversicherung konnten Prämieneinnahmen von 118,8 Mio. Euro lukriert werden. Der Bestand an Vermögensanlagen wurde mit 1,49 Mrd. Euro ausgewiesen.